# Antonio Benassi
Antonio Benassi (Piacenza, 19 maggio 1903 – Piacenza, 4 novembre 1959) è stato un allenatore di calcio e calciatore italiano, di ruolo centrocampista e attaccante.

## Caratteristiche tecniche
Negli anni giovanili ha giocato prevalentemente come ala sinistra; sul finire di carriera ha arretrato il suo raggio d'azione come mediano o centromediano.

## Carriera

### Giocatore
Cresciuto nell'Edera Piacenza, squadra partecipante ai campionati uliciani, nel 1922 passa in forza al Piacenza con cui disputa 6 partite nel campionato di Seconda Divisione 1922-1923. L'anno successivo interrompe l'attività a causa del servizio militare, tornando poi a giocare come ala sinistra titolare dei biancorossi nel 1924. Disputa due campionati di Seconda Divisione, al secondo livello del calcio italiano, con 15 e 19 presenze rispettivamente, prima del declassamento della categoria al terzo livello nel 1926 a seguito della riforma dei campionati.
Rimane come titolare fino al 1929, ottenendo la promozione in Prima Divisione nel 1928 e giocando nel successivo campionato altre 19 partite, prima di trasferirsi alla Cremonese. Qui resta per un biennio, senza mai giocare in prima squadra, e nel 1931 viene posto in lista di trasferimento. Torna quindi al Piacenza, dove rimane come mediano o centromediano fino al 1935; nella sua ultima stagione, a causa di un serio infortunio, cede il suo posto di titolare al diciottenne Sandro Puppo.

### Allenatore
Terminata la carriera agonistica, resta nell'ambiente del Piacenza come allenatore delle giovanili. Nel 1948 viene designato come allenatore della prima squadra, rassegnando le dimissioni dopo 8 giornate.